# AC Pisa 1909
Pisa Sporting Club är en fotbollsklubb från Pisa i Italien. Klubben spelar i Serie B.

## Historia
Klubben bildades 1909 som Pisa Sporting Club (Pisa SC). Klubben har dock bytt namn flera gånger under årens gång. 1994 ombildades den som Pisa Calcio, för att ombildas igen 2009 som AC Pisa 1909. 2017 bytte klubben tillbaka till ursprungliga Pisa Sporting Club.
Med undantag av en period på 1980-talet då klubben spelade några säsonger i Serie A, har klubben hållit till i lägre divisioner. Bästa resultat i seriespelet nådde man 1982/1983 med en 11:e plats i Serie A. (Klubben var också förlorande finalist 1921 då italienska mästaren korades genom ett slags cupspel).